# トゥールーズ＝ロートレック美術館
トゥールーズ＝ロートレック美術館（トゥールーズ＝ロートレックびじゅつかん、仏: Musée Toulouse-Lautrec）は、フランス南部のタルヌ県アルビにある美術館である。

## 沿革・概要
タルン川沿いの元司教館のベルビー宮（Palais de la Berbie）が、美術館となった。

## 主なコレクション

トゥールーズ＝ロートレック 1894年

- トゥールーズ＝ロートレックの死後、母のアデール伯爵夫人がアルビ市に寄贈した、落書きやデッサンから、代表作とされるパリの生活を描いたポスターまで1060点[2]。
- 風景や馬、肖像画など、幼い頃この地方で描いた作品
- 段ボール紙に描かれた習作と、作品（タブロー）として仕上げたポスターの両方
- ピエール・ボナールやモーリス・ユトリロの作品